# 刘福通
刘福通（1321年—1363年），颍州（今安徽阜阳界首市）人。元末民变领袖。

## 生平
至正十一年（1351年）五月，刘福通與韓山童率白莲教教众和被征挖黄河河道的河工起事，在潁州潁上發動起義，部眾以紅巾為號，信奉彌勒佛，组织“红巾军”，对抗元军，攻克安徽、河南地區，开始了元末农民运动。
至正十五年（1355年）二月迎韓山童之子韓林兒為皇帝，稱小明王，国号宋，定都亳州，建元龙凤。他为枢密院平章，旋改任丞相。
至正十七年（1357年）二月，龙凤将领毛贵浮海破胶州；三月，陷莱州，据益都。龙凤将领李武、崔德绕过潼关，夺七盘，进据蓝田，直趋奉元路。六月，刘福通率军攻打汴梁，余军分三路北伐：關鐸、潘誠、沙劉二等攻怀庆，深入晋冀，白不信、大刀敖等西取关中；毛贵自山东北上。
至正十八年（1358年）二月，毛贵攻占济南。三月，毛贵北攻蓟州、漷州，进逼枣林，距大都一百二十里，首战失利，退回济南。五月，刘福通攻破汴梁，自安丰（今安徽寿县）迎韩林儿，定为国都。龙凤政权中央分设六部、御史等官吏；在山东、江南等地分设行省。
至正十九年（1359年）正月，關鐸、潘誠、沙劉二东攻全宁路，焚鲁王府宫阙。再破元上都，焚之。进破辽阳，入高丽境。八月，汴梁被察罕帖木儿攻破，刘福通与韩林儿退据安丰（今安徽寿县）。
至正二十三年（1363年）二月，張士誠遣呂珍圍攻安豐，杀劉福通。朱元璋親赴救援，打败呂珍，迎韓林兒到滁州。